# حراء (قرية)
قرية حراء هي إحدى القرى التابعة لمركز بدر في محافظة البحيرة في جمهورية مصر العربية. حسب إحصاءات سنة 2006، بلغ إجمالي السكان في حراء 2928 نسمة، منهم 2025 رجل و903 امرأة.